# Багшоу, Элизабет
Элизабет Багшоу (англ. Elizabeth Bagshaw, 19 октября 1881 года — 5 января 1982 года) — одна из первых канадских женщин-врачей и медицинский директор одной из первых клиник по контролю за рождаемостью в Канаде. Багшоу известна своими пионерскими работами по семейной медицине и планированию семьи в Канаде. Была награждена орденом Канады.

## Биография
Элизабет Багшоу родилась на ферме в Каннингтоне, округ Виктория, Онтарио. Она была младшей в семье, у неё было 3 сестры. В возрасте 16 лет Элизабет решила стать врачом. В 1901 году Багшоу начала посещать Женский медицинский колледж в Торонто. Она окончила Торонтский университет в 1905 году. После окончания университета Элизабет планировала пройти годовую практику в Детройте, так как найти медицинскую работу женщине в Канаде было сложно. Однако она решила остаться с матерью и год бесплатно работала на врача-акушера.
В 1906 году Багшоу начала практику в Гамильтоне, специализируясь в основном на женском здоровье. Большую часть работы составляли роды, в течение трех лет подряд в 1920-х годах, она приняла больше детей, чем любой другой врач в Гамильтоне. Большинство родов происходило на дому. В первые годы своей практики она арендовала лошадь и коляску для перемещения по утрам, по вечерам она посещала пациентов на велосипеде. За время своей работы доктор Багшоу приняла более 3000 детей. Также она 10 лет бесплатно работала в дерматологической клинике.
В 45 лет Багшоу усыновила ребёнка. Её сын, Джон, также стал врачом. С 1954 года они работали в одном здании.
В 1932 году несмотря на критику религиозного и медицинского общества Багшоу начала активно участвовать в первой канадской клинике контроля рождаемости. Она работала директором клиники 30 лет. Учреждение предоставляло посетителям презервативы, противозачаточные средства замужним женщинам. Во время работы в клинике Элизабет помогла примерно 390 женщинам. Доктор Багшоу сохраняла активную медицинскую практику и была медицинским директором первой клиники по контролю за рождаемостью до 1966 года. В 1969 году клиника стала полностью легальной и получила государственный грант. Багшоу помогла поменять общественное мнение на планирование семьи. Она была основателем Канадской федерации женщин в медицине. Она вышла на пенсию в 95 лет, к тому моменту являясь на тот момент самым пожилым практикующим доктором в Канаде. Багшоу умерла 5 января в 1982 году.

## Награды и память
Доктор Багшоу получила профессиональное признание до смерти. Она стала членом ордена Канады в 1973 году, получила награду генерал-губернатора Пирсонса, стала гражданином года Гамильтона в 1970 году. В 2007 году Элизабет Багшоу была включена в Канадский медицинский зал славы.
В 1978 году Канадская государственная служба кинематографии сняла 29-минутный фильм о Багшоу под названием «Доктор-женщина: жизнь и времена доктора Элизабет Багшоу» (англ. Doctor Woman: The Life and Times of Dr. Elizabeth Bagshaw). В фильме показана личность женщины через современные интервью и постановки юности персонажа. Режиссёр фильма — Марк МакКурди, продюсеры — Берил Фокс и Нэнси Джонсон. В Ванкувере открыта клиника имени Элизабет Багшоу.